# Flagada Jones
Pour les articles homonymes, voir Flagada et Jones.
Cet article possède un paronyme, voir Tagada Jones.
Flagada Jones (Launchpad McQuack en VO) est un personnage de fiction de l'univers des canards de Disney, apparu originellement dans la série d'animation La Bande à Picsou (1987). Il apparaît aussi dans la série Myster Mask en 1991 et y sert d'acolyte au héros éponyme. C'est un canard, sans précision sur l'espèce.

## Histoire

### Version de 1987
Dans la série La Bande à Picsou de 1987 où Flagada apparaît pour la première fois; il est présenté comme aviateur travaillant pour Balthazar Picsou. Il est caractérisé par son incapacité à piloter correctement un avion, chacun de ses vols se terminant presque inévitablement en crash. Dans le premier épisode de la série, N'abandonnez pas le navire ! (Treasure of the Golden Suns, part 1 : Don't Give Up The Ship), Picsou demande à Géo Trouvetou un avion pour partir à la recherche d'un trésor dans les Andes. Ce dernier lui propose un avion nommé Condor d'or qui a la capacité d'atterrir en s'accrochant à la montagne et propose à Picsou, Flagada pour le piloter. Le connaissant déjà, Picsou n'est pas très rassuré mais va finalement accepter car le pilote n'est pas cher et Géo lui indique qu'il est le seul assez fou pour accepter une telle mission. Dans l'épisode Le premier accident de Flagada (Launchpad's First Crash), on en apprend plus sur la première rencontre des deux acolytes et notamment des nombreux crash qu'ils ont connu expliquant la méfiance du milliardaire.
Il est également membre des Castors Juniors en tant que chef de troupe. Il arrive qu'il soit le personnage central de certains épisodes comme Un héros à louer (Hero for Hire) de la saison 1 où il commence une carrière de héros mais se retrouve manipulé par les Rapetou. Il y a également l'épisode Un canard boiteux (Double-O-Duck) de la même saison où il se retrouve dans le rôle d'un agent secret enquêtant sur une organisation criminelle.
D'après Tad Stones, c'est cet épisode qui est la base de l'inspiration de la série Myster Mask. Mais Flagada sera finalement relayé au rang de personnage secondaire et c'est Albert Colvert (Drake Mallard  en VO) alias Myster Mask (Darkwing Duck en VO) qui devient le personnage principal prenant le rôle d'un justicier masqué. Flagada quitte donc Canardville pour s'installer à Bourg-les-canards (St. Canard en VO) et devenir l'acolyte de Myster Mask. Ensemble, ils vont lutter contre le crime dont une organisation criminelle du nom de F.O.W.L. avec l'aide de la fille adoptive de Myster Mask, Poussinette,. Dans cette série, malgré le fait qu'il ait conservé son design et son nom, sa personnalité a été un peu modifiée et il est devenu beaucoup plus compétent en matière de pilotage. Cela s'explique par le fait que pour Tad Stones, Myster Mask n'est pas la suite de La Bande à Picsou mais plutôt un univers alternatif.

### Version de 2017
Dans le reboot de 2017 de La Bande à Picsou, Flagada est dans un premier temps le chauffeur de Picsou (à qui il voue une grande admiration). C'est à la fin de l'épisode pilote, à la suite d'une aventure qu'il devient son pilote en avion et de temps en temps en sous-marin. Alors qu'il a surtout été un personnage secondaire amusant depuis le début de la série, c'est dans l'épisode Attention au C.O.P.A.I.N. (Beware the B.U.D.D.Y. System !) de la saison 1 qu'il commence à réellement prendre de l'importance. En effet, dans cet épisode, Flagada cherche simplement à être reconnu par Picsou en le représentant à l'occasion d'une course automobile. Après une défaite, il devra se résigner mais fera le nécessaire pour regagner l'estime de son patron. C'est dans ce même épisode qu'il rencontre Gérard Mentor. Les deux personnages vont alors se motiver mutuellement pour sauver Picsou et leurs amis mis en danger par la faute de Mark Beaks. C'est à ce moment que Gérard va devenir Robotik.
Dans le même épisode, le justicier masqué Myster Mask est présenté comme un personnage de fiction et la star d'un show télévisé dont Flagada est fan. Mais c'est dans l'épisode Le retour de Myster Mask ! (The Duck Knight Returns!) de la saison 2, que le pilote va rencontrer Albert Colvert. Albert est un acteur et cascadeur destiné à remplacer Jim Starling à l'écran, en reprenant son rôle de Myster Mask. Grâce aux encouragements de Flagada, Albert va comprendre que sa vocation va bien au-delà de jouer un simple rôle, mais qu'il possède un vrai sens de la justice. Ayant accepté sa vocation de super-héros, Albert va aller à Bourg-les-canards pour combattre le crime avec, bien-sûr, l'aide de Flagada et Poussinette qui va les rejoindre par la suite.
Dans l'épisode final de la série, La dernière aventure (The Last Adventure!), Flagada et toute la bande à Picsou vont se battre contre le F.O.W.L. lors d'un affrontement final. Alors que tous ses amis se retrouvent prisonniers, il va devoir faire le nécessaire pour pouvoir les sauver face à plusieurs adversaires en revêtant l'armure Robotik de Gérard.

## Apparitions

### Filmographie
- 1987-1990 : La Bande à Picsou (DuckTales) (série télévisée)
- 1990 : La Bande à Picsou, le film : Le Trésor de la lampe perdue
- 1991-1992 : Myster Mask (Darkwing Duck) (série télévisée)
- 1992 : Raw Toonage (série télévisée, apparition épisode 8)[9]
- 2017-2021 : La Bande à Picsou (DuckTales) (série télévisée)

En version originale, Flagada est doublé par Terry McGovern dans la série de 1987 et par Beck Bennett dans le reboot de 2017. En version française, le pilote est doublé par Jean-Claude Donda dans les deux séries,.

### Bandes dessinées
Flagada est moins présent en bande dessinée que ses compagnons, comme Picsou ou les triplés Ducks, mais on le retrouve tout de même dans les histoires adaptées de La Bande à Picsou et de Myster Mask. Selon la base INDUCKS, il apparaît dans plus de 360 histoires, dont environ 200 ont été publiées en France (en janvier 2022). Parmi elles, on notera :
- Flagada apparaît dans de nombreuses histoires dérivée de La Bande à Picsou de 1987. Ces récits ont été produits peu de temps après la sortie de la série, dans le cadre du Studio Program[21]. Ces histoires sont réalisées par le studio Jaime Diaz en Argentine et la première se nomme Armstrong le robot[22],[23].
- Il apparaît également dans une dizaine d'histoires éditées par Another Rainbow et dessinées par William Van Horn, dans ce cadre la première se nomme Voler à tout prix ! (Flights of Fancy)[24] où Flagada teste différents protoypes de Géo permettant de voler[22],[25].
- Le pilote apparaît aussi dans de nombreuses pages de gags et histoires venant de France. Ces récits sont scénarisés par Gérard Cousseau, Jean-Loïc Belhomme et François Corteggiani et illustrées par le studio Comicup de Barcelone[26],[22].
- Le personnage fait une de ses premières ré-apparition moderne en février 2012 dans une histoire longue du magazine Super Picsou Géant, numéro 168. Il s'agit d'une aventure se déroulant dans l'univers de La Bande à Picsou de 1987 et faisant largement référence aux histoires de Carl Barks. Ce récit se nomme Les aventuriers du capital perdu (Rightful Owners), scénarisée par Warren Spector et dessinée par José Massaroli ainsi que Leonel Castelallani, histoire originellement publiée en mai 2011[27].
- Flagada ré-apparaît également en avril 2015 dans le numéro 187 de Super Picsou Géant. Cette fois pour une histoire longue liée à Myster Mask : Le retour du justicier masqué... (Darkwing Duck: Duck Knight Returns) scénarisée par Ian Brill et dessinée par James Silvani, publiée pour la première fois en juin 2010[28].
- Une nouvelle version du personnage apparaîtra plus régulièrement dans Super Picsou Géant à la suite du reboot de La Bande à Picsou en 2017 (ces histoires commencent à partir du numéro 202 du magazine[29] et c'est au 204 que le nouveau Flagada fait son entrée[30]). La maison d'édition Glénat a, par la suite, commencée à sortir des recueils de ces histoires[31] où l'on retrouve de temps en temps le personnage.

## Analyse du personnage
D'après le créateur de la première série de 1987 et du personnage, Jymn Magon, il fallait garder dans la série, l'esprit des bandes dessinées de Carl Barks dont elle s'inspire. Cet esprit est le mélange entre l'aventure et l'humour et il fallait un personnage qui incarne ces deux valeurs et ce personnage est Flagada. Son créateur s'est inspiré d'un film qu'il avait vu récemment au cinéma, Les Aventures de Jack Burton dans les griffes du Mandarin et précisément du personnage principal Jack Burton incarné par Kurt Russell. En effet, les deux personnages ont en commun qu'ils ne doutent de rien malgré les différentes gaffes qu'ils effectuent.
Ce trait de caractère est partagé par son doubleur de La Bande à Picsou de 2017, Beck Bennett, qui déclare que Flagada est le « meilleur des canards » du fait qu'il a du mal à comprendre dans quelle situation il se trouve, qu'il se trompe souvent et qu'il n'est jamais conscient du danger. Pourtant, il reste un personnage très gentil et adore son patron Picsou. Il lui reste très fidèle. Quand il tombe en disgrâce vis-à-vis de Picsou et craint d'être remplacé. Il fera le nécessaire pour pouvoir remonter dans l'estime de celui-ci prouvant son attachement envers lui.
Dans le tout dernier épisode de la série, La dernière aventure (The Last Adventure!), Flagada a le droit a sa grande scène montrant qu'il a le pouvoir d'inspirer toute une foule à devenir des héros. En effet, le coproducteur de la série, Francisco Angones a déclaré qu'ils avaient mis en place cette idée dès les débuts de l'histoire, en commençant avec Gérard Mentor devenant Robotik. Cette idée vient de la première série de 1987 où Flagada se voit comme un héros et veut être reconnu comme tel, mais aussi de la série Myster Mask où il est l'acolyte d'un héros en étant plus modeste et sympathique. Angones a ajouté avoir aimé l'idée d'en faire "le saint patron" des héros du monde des canards. Pour Angones, Flagada c'est « le mec qui n'a pas de pouvoirs, qui n'a pas d'équipement robotique ou d'origin story, mais qui ne s'en soucie pas et va quand même de l'avant ». Et c'est son insouciance qui lui permet de traverser les épreuves. Donc, après sa rencontre avec Robotik, Flagada s'est retrouvé associé avec à peu près tous les personnages pouvant être considérés comme des héros : évidemment Myster Mask et sa coéquipière Poussinette, mais aussi les Rangers du Risque et le lieutenant Pénombre.